# Fonologia da língua portuguesa
A fonologia do português varia consideravelmente entre seus dialetos, chegando, em casos extremos, a causar dificuldades na inteligibilidade. Este artigo tem como foco as pronúncias consideradas geralmente como padrão. Como o português é uma língua pluricêntrica, isto é, possui mais de um centro de referência, e as diferenças entre o português europeu (PE) e o português brasileiro (PB) podem ser consideráveis, as duas variedades são indicadas sempre que necessário.
Uma das diferenças mais perceptíveis entre o português europeu e o brasileiro é sua prosódia. O português europeu é uma língua de ritmo acentual, com as sílabas átonas de menor duração que as tônicas. As vogais átonas sofrem redução frequente ou até mesmo cancelamento, e há uma tolerância geral a consoantes em fim de sílaba. Por sua vez, o português brasileiro tem características mistas, e varia de acordo com a taxa de fala, sexo e dialeto. Em taxas de fala rápida, o português brasileiro é mais de ritmo acentual, quando em taxas de fala lenta, pode ser mais de ritmo silábico. Os dialetos das zonas rurais do Rio Grande do Sul e da Região Nordeste (especialmente a Bahia) são considerados mais sibiláveis do que os outros, enquanto que os dialetos do Sudeste, como o mineiro, no centro de Minas Gerais, o paulistano da costa setentrional e regiões leste do estado de São Paulo, o fluminense, ao longo do Rio de Janeiro, do Espírito Santo e da Zona da Mata de Minas Gerais, bem como do Distrito Federal, são mais frequentemente essencialmente de ritmo acentual. Além disso, os falantes masculinos do português brasileiro falam mais rápido do que os falantes femininos e falam de uma maneira mais acentual e têm mais redução de vogais átonas e também mais cancelamento.
No português brasileiro há uma forte tendência a sílabas abertas, terminadas por vogal; só há tolerância em fim de sílaba as consoantes representadas por S e R. Nas sílabas terminadas por M e N, essas letras não são pronunciadas e só indicam a nasalização da vogal anterior; o L em fim de sílaba é pronunciado como [u̯] ou [ʊ̯], exceto no extremo Sul (onde há velarização conservadora) e em regiões de fala caipira (onde a pronúncia é /ɹ/); o R final é frequentemente não articulado; e um /i/ epentético é inserido depois de quase todas as outras consoantes que de outra forma estariam em fim de sílaba, fazendo advogado ser pronunciado [ɐdʒivo̞ˈɡadu] ou [ɐdivo̞ˈɡadu] no Nordeste. Os encontros consonantais sempre tolerados no português brasileiro são formados por /b/, /k/, /d/, /f/, /ɡ/, /p/, /t/, /s/ ou /z/ e /v/ seguidos de /l/ ou /ɾ/:  flagrante. /ks/ também pode ser incluído nessa categoria: fixo [ˈfi.ksu] (mas não ficção [fikˈsɐ̃w]), látex ['lateks]. O som de o r no final normalmente é /ʁ/, mas em linguagem informal em vários lugares do brasil esse /ʁ/ não é pronunciado.
Alguns dialetos brasileiros têm características fonológicas mais próximas às do português europeu. Os dialetos fluminense e florianopolitano em particular têm uma redução de vogais maior (assim como quase toda fala vernácula tem comparada à formal), e o dialeto fluminense tem uma tolerância maior a pronunciar róticos em fim de sílaba (representados por R). Enquanto isso, o português africano e muitos dialetos rurais do português europeu apresentam características comumente associadas à fala brasileira. Para mais informações sobre as diferentes variações de sotaque, ver dialetos do português; para as mudanças sonoras ocorridas ao longo da história, ver história da língua portuguesa.

## Consoantes

### Sinopse
O inventário consonantal do português é bastante conservador; as africadas medievais /ts/, /dz/, /tʃ/, /dʒ/ fundiram-se com as fricativas /s/, /z/, /ʃ/, /ʒ/, respectivamente, porém não umas com as outras, e não houve mudanças significantes nos fonemas consonantais desde então. No entanto, diversos fonemas consonantais possuem alófonos especiais quando se localizam no início ou final de uma sílaba, e outros passam por mudanças alofônicas quando estão no fim ou início de uma palavra.
|              | Bilabial | Bilabial | Labio- dental | Labio- dental | Dental/alveolar | Dental/alveolar | pós-alveolar | pós-alveolar | Palatal | Palatal | Velar | Velar | Velar | Velar | Uvular | Uvular | Glotal |
| labial       | labial   | Bilabial | Labio- dental | Labio- dental | Dental/alveolar | Dental/alveolar | pós-alveolar | pós-alveolar | Palatal | Palatal | plano | plano |       |       | Uvular | Uvular | Glotal |
| ------------ | -------- | -------- | ------------- | ------------- | --------------- | --------------- | ------------ | ------------ | ------- | ------- | ----- | ----- | ----- | ----- | ------ | ------ | ------ |
| Nasal        | m        | m        |               |               | n               | n               |              |              | ɲ¹      | ɲ¹      |       |       |       |       |        |        |        |
| Plosiva      | p        | b        |               |               | t²              | d²              |              |              |         |         | (kʷ)  | (ɡʷ)  | k     | ɡ     |        |        |        |
| Fricativa    |          |          | f             | v             | s³              | z³              | ʃ³           | ʒ³           |         |         |       |       | ʁ4    | ʁ4    | ʁ4     | ʁ4     | ʁ4     |
| Aproximante  |          |          |               |               |                 |                 |              |              | j       | j       | w     | w     | ʁ4    | ʁ4    | ʁ4     | ʁ4     | ʁ4     |
| Apr. lateral |          |          |               |               | l6              | l6              |              |              | ʎ       | ʎ       |       |       |       |       |        |        |        |
| Tepe         |          |          |               |               | ɾ5              | ɾ5              |              |              |         |         |       |       |       |       |        |        |        |

¹ Na maior parte do Brasil e de Angola, a consoante designada doravante por /ɲ/ pode ser pronunciada como uma aproximante nasal palatal [j̃] que nasaliza a vogal que a precede: [ˈnĩj̃u].
² Em diversos dialetos brasileiros (como aqueles falados nos estados do Rio de Janeiro e Bahia), as oclusivas dentais são africadas para [tʃ] e [dʒ] antes de /i/ e /ĩ/.
³ No final das sílabas, as sibilantes /s/, /z/, /ʃ/, /ʒ/ ocorrem por distribuição complementar.[carece de fontes?] Na maior parte do Brasil, são alveolares: /s/ é utilizado antes das consoantes surdas ou no final da palavra, enquanto /z/ é utilizado antes de consoantes sonoras; ex.: isto /ˈistu/, turismo /tuˈɾizmu/. Na maior parte de Portugal, e no Rio de Janeiro e em alguns estados do Norte do Brasil, as sibilantes situadas no final das sílabas tornaram-se palatoalveolares, /ʃ/ antes de consoantes surdas ou no final da palavra, e /ʒ/ antes de consoantes sonoras: isto /ˈiʃtu/, turismo /tuˈɾiʒmu/.[carece de fontes?] No norte de Portugal, as consoantes /s/ e /z/ são ápico-alveolares ([s̺] e [z̺]), sendo que, na parte interior da região, contrastam com [s] e [z], representadas por C/Ç e Z.
4 A consoante designada doravante por /ʁ/ tem uma variedade de realizações, dependendo do dialeto. No Brasil, este som pode ser velar, uvular, alveolar ou glotal, e pode ser surdo a menos que esteja colocado entre consoantes sonoras, embora seja costumeiramente pronunciado como uma fricativa velar surda ([x]), uma fricativa glotal surda ([h]), uma fricativa uvular surda ([χ]) ou uma vibrante múltipla alveolar ([r]). Na Europa, suas mais frequentes realizações são a fricativa uvular sonora ([ʁ]), a vibrante múltipla uvular ([ʀ]) e o vibrante múltipla alveolar ([r]).
5 Os dois fonemas róticos, /ʁ/ e /ɾ/, sofrem contraste apenas quando entre vogais. No início das palavras e depois de /l/, /z/, /ʒ/ e de vogais nasais apenas a primeira ocorre e nos conjuntos consonantais (ex: pr, fr, cr,...) apenas o segundo acontece, enquanto em outras situações a maioria dos dialetos usa apenas a segunda. No entanto, diversos dialetos brasileiros, entre eles o dialeto carioca, utilizam-se da segunda no final das sílabas.
6 A consoante /l/ é velarizada nos dialetos europeus. Na maioria dos dialetos brasileiros, /l/ é vocalizado para [w] no final das sílabas. No português brasileiro coloquial, o il átono pode receber o valor de [ju], como em fácil [ˈfasju].

### Pares mínimos
| Fonema | Fonema | Exemplo    | Exemplo  | Notas | Notas |
| ------ | ------ | ---------- | -------- | --- | ----- |
| /m/    | /m/    | mato       | [ˈmatʊ]  | |       |
| /p/    | /p/    | pato       | [ˈpatʊ]  | |       |
| /b/    | /b/    | bato       | [ˈbatʊ]  | |       |
| /n/    | /n/    | nato       | [ˈnatʊ]  | |       |
| /t/    | /t/    | tato       | [ˈtatʊ]  | |       |
| /d/    | /d/    | dato       | [ˈdatʊ]  | |       |
| /f/    | /f/    | faca       | [ˈfakɐ]  | |       |
| /v/    | /v/    | vaca       | [ˈvakɐ]  | |       |
| /s/    | /s/    | caça       | [ˈkasɐ]  | |       |
| /z/    | /z/    | casa       | [ˈkazɐ]  | |       |
| /ɾ/    | /ɾ/    | pira       | [ˈpiɾɐ]  | |       |
| /l/    | /l/    | galo       | [ˈɡalʊ]  | |       |
| /ɲ/    | /ɲ/    | pinha      | [ˈpiɲɐ]  | |       |
| /ʃ/    | /ʃ/    | chato      | [ˈʃatʊ]  | |       |
| /ʒ/    | /ʒ/    | jato       | [ˈʒatʊ]  | |       |
| /ʎ/    | /ʎ/    | galho      | [ˈɡaʎʊ]  | |       |
| /j/    | /j/    | (vós) sois | [ˈsojs]  | Pode-se formar pares entre o [j] de "(vós) sois" com o [i] da conjugação do subjuntivo do verbo soar como em "(que ele) soe". |       |
| /w/    | /w/    | (ele) riu  | [ʁiw]    | Pode-se formar pares entre o [w] de "(ele) riu" e o [u] de "(eu) rio".                                                        |       |
| /k/    | /k/    | cacto      | [ˈkaktʊ] | |       |
| /ɡ/    | /ɡ/    | gato       | [ˈɡatʊ]  | |       |
| /kʷ/   | /kʷ/   | quais      | [ˈkʷais] | Pode-se formar pares entre o de /kʷ/ quais e o /ku/ de (vós) coais.                                                           |       |
| /ɡʷ/   | /ɡʷ/   | guano      | [ˈɡʷɐnʊ] | Pode-se formar pares entre o de /ɡʷ/ guano e o /ɡu/ de magoar.                                                                |       |
| /ʁ/    | /ʁ/    | rato       | [ˈʁatʊ]  | |       |

## Vogais

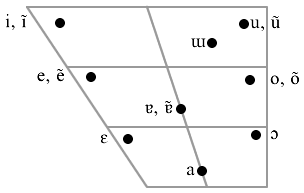
Plano de monotongos do Português de Lisboa

Plano de monotongos do português de São Paulo, Barbosa & Albano (2004)

O português tem uma das fonologias mais ricas das línguas românicas, com vogais orais e nasais, ditongos nasais e dois ditongos nasais duplos. As vogais semifechadas /e/, /o/ e as vogais semiabertas /ɛ/, /ɔ/ são quatro fonemas separados e o contraste entre elas é usado para apofonia. Em posições tônicas, existem alguns cenários em que a vogal central também contrasta entre aberta e fechada, normalmente em conjugações verbais de alguns dialetos europeus, como em "falamos" e "falámos", e também na distinção entre a conjugação enclítica do verbo dar, "dá-nos" /'danus/ e a palavra "danos" /'dɐnus/ (ainda que, nestes dois casos, o principal fator distintivo seja a nasalidade da vogal). Em empréstimos lexicais, como em "rush" que contrasta com "rache", podemos ter uma distinção proporcionada exclusivamente pela diferença de altura entre as vogais.
O português apresenta mudança na altura vocálica como consequência do contraste entre sílabas tônicas e sílabas átonas: as vogais /a/,  /e/, /o/ tendem a se tornar, respectivamente, /ɐ/, /ɪ/, /ʊ/ no português brasileiro e /ɨ/ ou /ə/ no português europeu quando átonas, a menos que sofram apagamento. Os dialetos de Portugal são caracterizados pela redução de vogais em proporção maior que os outros. Os ditongos decrescentes seguidos por uma das semivogais /j/ ou /w/; ainda que exista a ocorrência de ditongos crescentes, eles podem ser interpretados como hiatos.

### Classificação das vogais
|             | Anterior | Central | Posterior |
| ----------- | -------- | ------- | --------- |
| Fechada     | i        | (ɨ)     | u         |
| Semifechada | e        |         | o         |
| Semiaberta  | ɛ        | ɐ       | ɔ         |
| Aberta      |          | a       |           |

|             | Anterior | Central | Posterior |
| ----------- | -------- | ------- | --------- |
| Fechada     | ĩ        |         | ũ         |
| Semifechada | ẽ        |         | õ         |
| Semiaberta  |          | ɐ̃       |           |

|        |     | Fim | Fim |
| /j/    | /w/ |     |     |
| ------ | --- | --- | --- |
| Início | /a/ | aj  | aw  |
| Início | /ɐ/ | ɐj  | ɐw  |
| Início | /ɛ/ | ɛj  | ɛw  |
| Início | /e/ | ej  | ew  |
| Início | /i/ |     | iw  |
| Início | /ɔ/ | ɔj  |     |
| Início | /o/ | oj  | ow  |
| Início | /u/ | uj  |     |

|        |     | Fim | Fim |
| /j̃/    | /w̃/ |     |     |
| ------ | --- | --- | --- |
| Início | /ɐ̃/ | ɐ̃j̃  | ɐ̃w̃  |
| Início | /ẽ/ | ẽj̃  |     |
| Início | /õ/ | õj̃  | õw̃  |
| Início | /ũ/ | ũj̃  |     |

| Vogais orais  | Vogais orais                     | Vogais orais |
| ------------- | -------------------------------- | ------------ |
| /ɛ/           | /ˈsɛ/                            | sé           |
| /e/           | /ˈse/                            | sê           |
| /ɨ/           | /sɨ/                             | se           |
| /i/           | /ˈsi/                            | si           |
| /ɔ/           | /ˈpɔʃ/                           | pós          |
| /o/           | /ˈpoʃ/                           | pôs          |
| /u/           | /ˈtu/                            | tu           |
| /ɐ/           | /fɐˈlɐmuʃ/                       | falamos      |
| /a/           | /fɐˈlamuʃ/                       | falámos      |
| Vogais nasais |                                  |              |
| /ĩ/           | /ˈvĩ/                            | vim          |
| /ẽ/           | /ˈẽtɾu/                          | entro        |
| /ɐ̃/           | /ˈɐ̃tɾu/                          | antro        |
| /õ/           | /ˈsõ/ (em alguns dialetos: /õw̃/) | som          |
| /ũ/           | /ˈmũdu/                          | mundo        |

| Vogais orais  | Vogais orais                     | Vogais orais |
| ------------- | -------------------------------- | ------------ |
| /ɛ/           | /ˈsɛ/                            | sé           |
| /e/           | /ˈse/                            | sê           |
| /ɪ ~ i/       | /ˈsi/                            | se           |
| /i/           | /ˈsi/                            | si           |
| /ɔ/           | /ˈpɔs/                           | pós          |
| /o/           | /ˈpos/                           | pôs          |
| /u/           | /ˈtu/                            | tu           |
| /ɐ/           | /ˈʁɐmɐ/                          | rama         |
| /a/           | /ˈawmɐ/                          | alma         |
| Vogais nasais |                                  |              |
| /ĩ/           | /ˈvĩ/                            | vim          |
| /ẽ/           | /ˈẽtɾu/                          | entro        |
| /ɐ̃/           | /ˈɐ̃tɾu/                          | antro        |
| /õ/           | /ˈsõ/ (em alguns dialetos: /õw̃/) | som          |
| /ũ/           | /ˈmũdu/                          | mundo        |

| Vogais orais  | Vogais orais                     | Vogais orais     |
| ------------- | -------------------------------- | ---------------- |
| /ɛ/           | /ˈsɛ/                            | sé               |
| /e/           | /ˈse/                            | sê               |
| /ɨ/ *         | /sɨ/                             | se               |
| /i/           | /ˈsi/                            | si               |
| /ɔ/           | /ˈpɔʃ/                           | pós              |
| /o/           | /ˈpoʃ/                           | pôs              |
| /u/           | /ˈtu/                            | tu               |
| /ɐ/ *         | /ʁamɐ/                           | rama             |
| /a/           | /faˈlamuʃ/                       | falamos, falámos |
| Vogais nasais |                                  |                  |
| /ĩ/           | /ˈvĩ/                            | vim              |
| /ẽ/           | /ˈẽtɾu/                          | entro            |
| /ã/           | /ˈãtɾu/                          | antro            |
| /õ/           | /ˈsõ/ (em alguns dialetos: /õw̃/) | som              |
| /ũ/           | /ˈmũdu/                          | mundo            |

* Usam-se apenas em sílabas finais não tônicas.
De acordo com a sua pronúncia na palavra as vogais são classificadas em:

#### Nasalidade
Vogais orais: /i/, /e/, /ɛ/, /ɨ/ (/ɨ/ não no Brasil), /ɐ/ (também /ə/), /a/, /u/, /o/, /ɔ/.
Vogais nasais: /ĩ/, /ẽ/, /ɐ̃/, /ũ/, /õ/.

#### Grau de abertura
Vogais fechadas:  /i/, /ɨ/, /u/
Vogais semifechadas:  /e/, /o/
Vogais semiabertas:  /ɛ/, /ɐ/, /ɔ/
Vogais abertas:  /a/

## Semivogais
As semivogais na língua portuguesa são consoantes aproximantes que se juntam a uma vogal para formar uma sílaba (ex.: na palavra mau, a letra u é uma semivogal e a é uma vogal).
Em português, os ditongos crescentes—isto é, aqueles em que a semivogal vem antes da vogal—surgem somente em alguns casos em que a ortografia preconiza usar "qu-" ou "gu-", os quais em nível pós-lexical acrescenta-se o som aproximante [w] após as oclusivas labiais /kʷ/ e /ɡʷ/, à frente da vogal seguinte; porém, também pode ocorrer foneticamente em outras circunstâncias, onde as semivogais ocorrem em variação livre com /i/ ou com /u/, como acontece por exemplo em palavras como quiabo [kiˈabu ~ ˈkjabu], suar [suˈaʀ ~ ˈswaʀ].
Expressando no AFI:
| Ditongos decrescentes orais  | Ditongos decrescentes orais                               | Ditongos decrescentes orais |
| ---------------------------- | --------------------------------------------------------- | --------------------------- |
| /aj/                         | /'saj/                                                    | sai                         |
| /ɐj/                         | /'plɐjnɐ/ (no Brasil)                                     | plaina                      |
| /ɛj/                         | /ɐˈnɛjs/ (nalguns locais do Centro de Portugal [ɐˈnɐjʃ] ) | anéis                       |
| /ej/                         | /'sej/ (nalguns locais do Centro de Portugal [sɐj] )      | sei                         |
| /ɔi/                         | /'mɔj/                                                    | mói                         |
| /oj/                         | /ˈmojtɐ/                                                  | moita                       |
| /uj/                         | /'fuj/                                                    | fui                         |
| /iw/                         | /'viw/                                                    | viu                         |
| /ew/                         | /'mew/                                                    | meu                         |
| /ɛw/                         | /'vɛw/                                                    | véu                         |
| /aw/                         | /'maw/                                                    | mau                         |
| /ɐw/                         | /'aw/                                                     | ao                          |
| /ow/                         | /'sow/ (fora do Norte de Portugal muitas vezes [so] )     | sou                         |
| Ditongos decrescentes nasais |                                                           |                             |
| /ɐ̃j/                         | /'mɐ̃j/                                                    | mãe                         |
| /ẽj/                         | /'bẽj/ (nalguns locais do Centro de Portugal [bɐ̃j] )      | bem                         |
| /õj/                         | /'põj/                                                    | põe                         |
| /ɐ̃w/                         | /'mɐ̃w/                                                    | mão                         |
| /ũj/                         | /'mũjtu/                                                  | muito                       |

## Comparação entre as pronúncias das variantes brasileira e europeia
A pronúncia da língua portuguesa, como ocorre em todas as línguas naturais, apresenta uma grande variação. Especialmente marcante é a diferença entre o português europeu e o brasileiro. A tabela abaixo exemplifica algumas dessas diferenças, tendo como base a ortografia:
| Letra | Portugal            | Lisboa              | Rio de Janeiro      | São Paulo           | Paraná              | Minas Gerais        | Bahia               | Pernambuco          | Norte do Brasil     | Interior de SP    |
| Vogais e semivogais | Vogais e semivogais | Vogais e semivogais | Vogais e semivogais | Vogais e semivogais | Vogais e semivogais | Vogais e semivogais | Vogais e semivogais | Vogais e semivogais | Vogais e semivogais |                   |
| --- | ------------------- | ------------------- | ------------------- | ------------------- | ------------------- | ------------------- | ------------------- | ------------------- | ------------------- | ----------------- |
| a (quando tónico) | ɑ                   | ɑ                   | ɑ                   | ɑ                   | ɑ                   | ɑ                   | ɑ                   | a                   | ɑ                   | ɑ                 |
| a (quando átono) | ɐ                   | ɐ                   | ɑ                   | ɑ                   | ɑ                   | ɑ                   | ɑ                   | ɐ                   | ɑ                   | ɑ                 |
| â | ɐ                   | ɐ                   | ɐ                   | ɐ                   | ɐ                   | ɐ                   | ã                   | ɐ̃                   | ɐ                   | ɐ                 |
| é | ɛ                   | ɛ                   | ɛ                   | ɛ                   | ɛ                   | ɛ                   | ɛ                   | ɛ                   | ε                   | ɛ                 |
| ê | e                   | e                   | e                   | e                   | e                   | e                   | e                   | e                   | e                   | e                 |
| e (quando tónico) | e ou ɛ              | e ou ɛ              | e ou ɛ              | e ou ɛ              | e ou ɛ              | e ou ɛ              | ɛ                   | e ou ɛ              | e ou ɛ              | e ou ɛ            |
| e (quando átono) | ɨ                   | ɨ                   | e ou i              | e                   | e                   | e                   | ɛ                   | e                   | e ou ε              | e                 |
| e (átono, no fim de palavras)                                                                                                  | ɨ                   | ɨ                   | i                   | i                   | e ou i              | i                   | i                   | i                   | i                   | e                 |
| i | i                   | i                   | i                   | i                   | i                   | i                   | i                   | i                   | i                   | i                 |
| i (em ditongos) | j                   | j                   | j                   | j                   | j                   | i                   | ?                   | j                   | j                   | i                 |
| ó | ɔ                   | ɔ                   | ɔ                   | ɔ                   | ɔ                   | ɔ                   | ɔ                   | ɔ                   | ɔ                   | ɔ                 |
| ô | o                   | o                   | o                   | o                   | o                   | o                   | o                   | o                   | o                   | o                 |
| o (quando tónico) | o ou ɔ              | o ou ɔ              | o ou ɔ              | o ou ɔ              | o ou ɔ              | o ou ɔ              | ɔ                   | ɔ ou o              | o ou ɔ              | o ou ɔ            |
| o (quando átono) | u                   | u                   | u                   | o                   | o                   | o                   | ɔ                   | o (por vezes ɔ)     | o ou ɔ              | o                 |
| o (átono, no fim de palavras)                                                                                                  | u                   | u                   | u                   | u                   | o ou u              | o                   | u                   | u                   | u                   | o                 |
| u | u (ou y)            | u                   | u                   | u                   | u                   | u                   | u                   | u                   | u                   | u                 |
| u (em ditongos e tritongos) | w                   | w                   | w                   | w                   | w                   | w                   | w                   | w                   | w                   | w                 |
| ei | ej                  | ɐj                  | ej                  | ej                  | ej                  | e                   | ei                  | ej                  | ej                  | e                 |
| ou | ow (ou o no sul)    | o ou ow             | o ou ow             | o                   | ow                  | o                   | ou                  | o ou ow             | ow                  | o                 |
| ã, am, an, âm, ân | ɐ̃                   | ɐ̃                   | ɐ̃                   | ɐ̃                   | ɐ ou ɐŋ             | ɐ̃                   | ɐ̃                   | ɐ̃                   | ɐ̃                   | ɐ̃                 |
| em, ém (no fim da palavra) | ẽj                  | ẫj                  | ẽj                  | ẽj                  | ejŋ                 | ejŋ                 | ẽ                   | ẽj ou ejɲ           | ẽj                  | ẽj                |
| em (na palavra «têm») | ẽjẽj                | ɐ̃jɐ̃j                | ẽj                  | ẽj                  | ejŋ                 | ejŋ                 | ẽ                   | ej ou ẽjɲ           | ẽj                  | ẽj                |
| en, êm, em (no meio da palavra)                                                                                                | ẽ                   | ẽ                   | ẽ                   | ẽj                  | ẽ                   | ẽ                   | ẽ                   | ẽj                  | ẽ                   | ẽj                |
| im, in, ím, ín | ĩ                   | ĩ                   | ĩ                   | ĩ                   | iŋ                  | ĩ                   | ĩ                   | ĩ                   | ĩ                   | ĩ                 |
| om, on, ôm, ôn, óm, ón | õ                   | õ                   | õ                   | õw                  | oŋ                  | õw                  | õ                   | õw̃ ou õ             | õ ou õw             | õw                |
| um, un, úm, ún | ũ                   | ũ                   | ũ                   | ũ                   | uŋ                  | ũ                   | ũ                   | ũw̃ ou ũ             | ũ                   | ũ                 |
| ão | ɐ̃w                  | ɐ̃w                  | ɐ̃w                  | ɐ̃w                  | ɐ̃w                  | ɐ̃w                  | ɐ̃w                  | ɐ̃w̃                  | ɐ̃w                  | ɐ̃w                |
| ãe | ɐ̃j                  | ɐ̃j                  | ɐ̃j                  | ɐ̃j                  | ɐ̃j                  | ɐ̃j                  | ɐ̃i                  | ɐ̃ɪ ou ɐ̃j            | ɐ̃j                  | ɐ̃j                |
| õe | õj                  | õj                  | õj                  | õj                  | õj                  | õj                  | õi                  | õj                  | õj                  | õj                |
| Consoantes |                     |                     |                     |                     |                     |                     |                     |                     |                     |                   |
| b | b (ou β no norte)   | b (por vezes β)     | b                   | b                   | b                   | b                   | b                   | b                   | b                   | b                 |
| p | p                   | p                   | p                   | p                   | p                   | p                   | p                   | p                   | p                   | p                 |
| qua | kwa                 | kwa                 | kwa                 | kwa                 | kwa                 | kwa                 | kwa                 | kwa                 | kwa                 | kwa               |
| que | kɨ ou ke            | kɨ ou ke            | ke ou ki ou kwe     | ke ou ki ou kwe     | ke ou ki ou kwe     | ke ou ki ou kwe     | ke ou ki ou kwe     | ki ou ke            | ki ou ke            | ki ou ke          |
| qui | ki                  | ki                  | ki ou kwi           | ki ou kwi           | ki ou kwi           | ki ou kwi           | ki ou kwi           | ki                  | ki                  | ki                |
| quo | kwo ou ko           | kwo ou ko           | kwo ou ko           | kwo                 | kwo ou kuo          | kwo                 | kuo ou ko           | kwo                 | kwo, ko ou ku:      | kwo               |
| c (em ca, co e cu) | k                   | k                   | k                   | k                   | k                   | k                   | k                   | k                   | k                   | k                 |
| c (em ce e ci) | s                   | s                   | s                   | s                   | s                   | s                   | s                   | s                   | s                   | s                 |
| ç | s                   | s                   | s                   | s                   | s                   | s                   | s                   | s                   | s                   | s                 |
| gua | ?                   | ?                   | ɡwa                 | ɡwa                 | ɡwa                 | ?                   | ?                   | ɡwa                 | ?                   | ɡa                |
| gue | ?                   | ?                   | ɡe ou ɡi ou ɡwe     | ɡe ou ɡi ou ɡwe     | ɡe ou ɡwe           | ?                   | ?                   | ɡe                  | ?                   | ɡe                |
| gui | ?                   | ?                   | ɡi ou ɡwi           | ɡi ou ɡwi           | ɡi                  | ?                   | ?                   | ɡi                  | ?                   | ɡi                |
| guo | ?                   | ?                   | ɡwo                 | ɡwo                 | ɡwo ou ɡo           | ?                   | ?                   | ɡwo                 | ?                   | ɡo                |
| g (em ga, go, gu) | ɡ                   | ɡ                   | ɡ                   | ɡ                   | ɡ                   | ɡ                   | ɡ                   | ɡ                   | ɡ                   | ɡ                 |
| g (em ge, gi) | ʒ                   | ʒ                   | ʒ                   | ʒ                   | ʒ                   | ʒ                   | ʒ                   | ʒ                   | ʒ                   | ʒ                 |
| d (em da, de, do, du) | d                   | d (por vezes ð)     | d                   | d                   | d                   | d                   | d                   | d                   | d                   | d                 |
| di | di                  | di (por vezes ði)   | dʒi                 | dʒi                 | dʒi ou di           | di                  | dʒi                 | di                  | dʒi                 | di (às vezes dʒi) |
| du | du                  | du                  | du                  | du                  | du                  | du                  | du (às vezes dʒu)   | du                  | du                  | du                |
| t (em ta, te, to) | t                   | t                   | t                   | t                   | t                   | t                   | t                   | t                   | t                   | t                 |
| ti | ti                  | ti                  | tʃi                 | tʃi                 | ti                  | ti                  | tʃi                 | ti                  | tʃi                 | ti (às vezes tʃi) |
| tu | tu                  | tu                  | tu                  | tu                  | tu                  | tu                  | tu (às vezes tʃu)   | tu                  | tu                  | tu                |
| f | f (ou ɸ)            | f                   | f                   | f                   | f                   | f                   | f                   | f                   | f                   | f                 |
| v | v (ou β)            | v                   | v                   | v                   | v                   | v                   | v                   | v                   | v                   | v                 |
| l | l                   | l                   | l                   | l                   | l                   | l                   | l                   | l                   | l                   | l                 |
| l (no fim de sílaba) | ɫ                   | ɫ                   | w                   | w                   | w ou ɫ              | w                   | w                   | w                   | w                   | r                 |
| m | m                   | m                   | m                   | m                   | m                   | m                   | m                   | m                   | m                   | m                 |
| n | n                   | n                   | n                   | n                   | n                   | n                   | n                   | n                   | n                   | n                 |
| r (no início da palavra), rr                                                                                                   | ʁ, ou ʀ             | ʁ                   | ʁ ou ʀ              | ʀ                   | r                   | ʀ                   | h                   | χ                   | ʀ                   | ʀ                 |
| r (dentro da palavra: depois das partículas latinas ab, ob e sub como em «obreptício», ou depois de l, n ou s como em «honra») | r ou ʀ              | ʀ                   | ʀ                   | r ou ʀ              | r ou ʀ              | r ou ʀ              | h                   | ʁ                   | ʀ                   | r (ou ɹ)          |
| r (entre vogais, dentro da palavra)                                                                                            | ɾ                   | ɾ                   | ɾ                   | ɾ                   | ɾ                   | ɾ                   | ɾ                   | ɾ                   | ɾ                   | ɾ                 |
| r (no fim de sílaba) | ɾ                   | ɾ                   | h                   | r                   | r                   | ɹ                   | h                   | h ou ʁ              | h                   | ɹ                 |
| s (inicial ou seguido de consoante), ss                                                                                        | s e ʂ               | s                   | s                   | s                   | s                   | s                   | s                   | s                   | s                   | s                 |
| s (intervocálico ou na palavra «obséquio»)                                                                                     | z e ʐ               | z                   | z                   | z                   | z                   | z                   | z                   | z                   | z                   | z                 |
| s (no fim de sílaba) | ʃ                   | ʃ                   | ʃ (às vezes jʃ)     | s (às vezes js)     | s                   | s                   | ʃ                   | ʃ                   | ʃ                   | s (às vezes js)   |
| ch | ʃ ou tʃ             | ʃ                   | ʃ                   | ʃ                   | ʃ                   | ʃ                   | ʃ                   | ʃ                   | ʃ                   | ʃ                 |
| lh | ʎ                   | ʎ                   | ʎ                   | ʎ (às vezes j)      | ʎ (às vezes j)      | j                   | ʎ (às vezes j)      | ʎ (às vezes j)      | ʎ                   | ʎ                 |
| nh | ɲ                   | ɲ                   | ɲ                   | ɲ                   | ɲ                   | ɲ                   | ɲ                   | ɲ                   | ɲ                   | ɲ                 |
| Letra | Portugal            | Lisboa              | Rio de Janeiro      | São Paulo           | Paraná              | Minas Gerais        | Bahia               | Pernambuco          | Norte do Brasil     | Interior de SP    |

Visto a língua portuguesa não conter uma ortografia do tipo "uma letra para cada som", como por exemplo o croata, uma letra pode ter mais do que um único som, como a letra "x" que apresenta cinco sons distintos.

### Exemplos de frases
Excerto do épico nacional português Os Lusíadas, de Luís de Camões (I, 33)
| Original                                | IPA (Coimbra)                            | IPA (Lisboa)                            | IPA (Rio de Janeiro)                       | IPA (São Paulo)                            | IPA (Luanda)                            |
| --------------------------------------- | ---------------------------------------- | --------------------------------------- | ------------------------------------------ | ------------------------------------------ | --------------------------------------- |
| Sustentava contra ele Vénus bela,       | suʃtẽˈtavɐ ˈkõtɾɐ ˈeɫɨ ˈvɛnuʒ ˈbɛɫɐ      | suʃtẽˈtavɐ ˈkõtɾɐ ˈeɫɨ ˈvɛnuʒ ˈbɛɫɐ     | suʃtẽˈtavɐ ˈkõtɾɐ ˈelɪ ˈvẽnuʒ ˈbɛlɐ        | sustẽj̃ˈtavɐ ˈkõtɾɐ ˈelɪ ˈvẽnuz ˈbɛlɐ       | suʃtẽˈtavɐ ˈkõtɾɐ ˈeɫɨ ˈvɛnuʒ ˈbɛɫɐ     |
| Afeiçoada à gente Lusitana,             | ɐfejˈsuað‿aː ˈʒẽtɨ ɫuziˈtɐnɐ             | ɐfɐjˈsuað‿aː ˈʒẽtɨ ɫuziˈtɐnɐ            | afejˈsoad‿aː ˈʒẽtᶴɪ luziˈtɐ̃nɐ              | afejˈsoad‿aː ˈʒẽj̃tᶴɪ luziˈtɐ̃nɐ             | afejˈsoad‿aː ˈʒẽtɨ ɫuziˈtanɐ            |
| Por quantas qualidades via nela         | puɾ ˈkʷɐ̃tɐʃ kwɐɫɨˈðaðɨʒ ˈviɐ ˈnɛɫɐ       | puɾ ˈkʷɐ̃tɐʃ kwɐɫɨˈðaðɨʒ ˈviɐ ˈnɛɫɐ      | pʊχ ˈkʷɐ̃tɐʃ kwaliˈdadᶾɪʒ ˈviɐ ˈnɛlɐ        | pʊɾ ˈkʷɐ̃tɐs kwaliˈdadᶾɪz ˈviɐ ˈnɛlɐ        | puɾ ˈkʷãtɐʃ kwaɫɨˈdadɨʒ ˈviɐ ˈnɛɫɐ      |
| Da antiga tão amada sua Romana;         | d‿ãːˈtiɣɐ ˈtɐ̃w̃ ɐˈmaðɐ ˈsuɐ ʁuˈmɐnɐ       | d‿ãːˈtiɣɐ ˈtɐ̃w̃ ɐˈmaðɐ ˈsuɐ ʁuˈmɐnɐ      | d‿ãːˈtᶴiɡɐ ˈtɐ̃w̃ aˈmadɐ ˈsuɐ hoˈmɐ̃nɐ        | d‿ãːˈtᶴiɡɐ ˈtɐ̃w̃ aˈmadɐ ˈsuɐ hoˈmɐ̃nɐ        | d‿ãːˈtiɡɐ ˈtãw̃ aˈmadɐ ˈsuɐ ʁoˈmanɐ      |
| Nos fortes corações, na grande estrela, | nuʃ ˈfɔɾtɨʃ kuɾɐˈsõj̃ʃ nɐ ˈɡɾɐ̃dɨ‿ʃˈtɾeɫɐ  | nuʃ ˈfɔɾtɨʃ kuɾɐˈsõj̃ʃ nɐ ˈɡɾɐ̃dɨ‿ʃˈtɾeɫɐ | nuʃ ˈfɔχtᶴɪʃ koɾaˈsõj̃ʃ nɐ ˈɡɾɐ̃dᶾiː‿ʃˈtɾelɐ | nʊs ˈfɔɾtᶴɪs koɾaˈsõj̃s na ˈɡɾɐ̃dᶾiː‿sˈtɾelɐ | nuʃ ˈfɔɾtɨʃ koɾaˈsõj̃ʃ na ˈɡɾãdɨ‿ʃˈtɾeɫɐ |
| Que mostraram na terra Tingitana,       | kɨ muʃˈtɾaɾɐ̃w̃ nɐ ˈtɛʁɐ tĩʒiˈtɐnɐ         | kɨ muʃˈtɾaɾɐ̃w̃ nɐ ˈtɛʁɐ tĩʒiˈtɐnɐ        | kɪ moʃˈtɾaɾɐ̃w̃ na ˈtɛhɐ tᶴĩʒiˈtɐ̃nɐ          | kɪ mosˈtɾaɾɐ̃w̃ na ˈtɛhɐ tᶴĩʒiˈtɐ̃nɐ          | kɨ moʃˈtɾaɾãw̃ na ˈtɛʁɐ tĩʒiˈtanɐ        |
| E na língua, na qual quando imagina,    | i nɐ ˈɫĩɡʷɐ nɐ ˈkʷaɫ ˈkʷɐ̃dw‿imɐˈʒinɐ     | i nɐ ˈɫĩɡʷɐ nɐ ˈkʷaɫ ˈkʷɐ̃dw‿imɐˈʒinɐ    | ɪ na ˈlĩɡʷɐ na ˈkʷaw ˈkʷɐ̃dw‿imaˈʒĩnɐ       | ɪ na ˈlĩɡʷɐ na ˈkʷaw ˈkʷɐ̃dw‿imaˈʒĩnɐ       | i na ˈɫĩɡʷɐ na ˈkʷaɫ ˈkʷãdw‿imaˈʒinɐ    |
| Com pouca corrupção crê que é a Latina. | kõ ˈpowkɐ kuʁupˈsɐ̃w̃ ˈkɾe kj‿ˈɛ ɐ ɫɐˈtinɐ | kõ ˈpokɐ kuʁupˈsɐ̃w̃ ˈkɾe kj‿ˈɛ ɐ ɫɐˈtinɐ | kõ ˈpokɐ kohupⁱˈsɐ̃w̃ ˈkɾe kj‿ˈɛ ɐ laˈtᶴĩnɐ  | kõ ˈpokɐ kohupⁱˈsɐ̃w̃ ˈkɾe kj‿ˈɛ ɐ laˈtᶴĩnɐ  | kõ ˈpokɐ koʁupˈsãw̃ ˈkɾe kj‿ˈɛ ɐ ɫaˈtinɐ |

## Sistemas de transcrição fonética

### SAMPA
Tabela SAMPA para a língua portuguesa (conforme o padrão europeu).
| Consoantes | Consoantes | Consoantes  |
| Oclusivas  | Oclusivas  | Oclusivas   |
| Símbolo    | Palavra    | Transcrição |
| ---------- | ---------- | ----------- |
| p          | pai        | paj         |
| b          | barco      | "barku      |
| t          | tenho      | "teJu       |
| d          | doce       | "dos@       |
| k          | com        | ko~         |
| g          | grande     | "gr6nd@     |
| Fricativas |            |             |
| f          | falo       | "falu       |
| v          | verde      | "verd@      |
| s          | céu        | sEw         |
| z          | casa       | "kaz6       |
| S          | chapéu     | S6"pEw      |
| Z          | jóia       | "ZOj6       |
| Nasais     |            |             |
| m          | mar        | mar         |
| n          | nada       | "nad6       |
| J          | vinho      | "viJu       |
| Líquidas   |            |             |
| l          | lanche     | "l6nS@      |
| L          | trabalho   | tr6"baLu    |
| r          | caro       | "karu       |
| R          | rua        | "Ru6        |

| Vogais e ditongos | Vogais e ditongos | Vogais e ditongos            | Vogais e ditongos | Vogais e ditongos |
| Símbolo           | Palavra           | Transcrição                  | Palavra           | Transcrição       |
| ----------------- | ----------------- | ---------------------------- | ----------------- | ----------------- |
| i                 | lápis             | "lapiS                       |                   |                   |
| e                 | fazer             | f6"zer                       |                   |                   |
| E                 | belo              | "bElu                        |                   |                   |
| a                 | falo              | "falu                        |                   |                   |
| 6                 | cama              | "k6m6                        | madeira           | m6"d6jr6          |
| O                 | ontem             | "Ont6~j~                     |                   |                   |
| o                 | lobo              | "lobu                        |                   |                   |
| u                 | jus               | ZuS                          | futuro            | fu"turu           |
| @                 | felizes           | f@"liz@S                     |                   |                   |
| i~                | fim               | fi~                          |                   |                   |
| e~                | emprego           | e~"pregu (ou em-)            |                   |                   |
| 6~                | irmã              | ir"m6~                       |                   |                   |
| o~                | bom               | bo~                          |                   |                   |
| u~                | um                | u~                           |                   |                   |
| aw                | mau               | maw etc.: iw, ew, Ew, (ow)   |                   |                   |
| aj                | mais              | majS etc.: ej, Ej, Oj, oj,   |                   |                   |
| 6~j~              | têm               | t6~j~ etc.: e~j~, o~j~, u~j~ |                   |                   |

| Outros símbolos | Outros símbolos                                         |
| --------------- | ------------------------------------------------------- |
| "               | Acento tónico primário (posto antes da sílaba tónica)   |
| %               | Acento tónico secundário (posto antes da sílaba tónica) |
| .               | Separador silábico                                      |